# Железный фронт

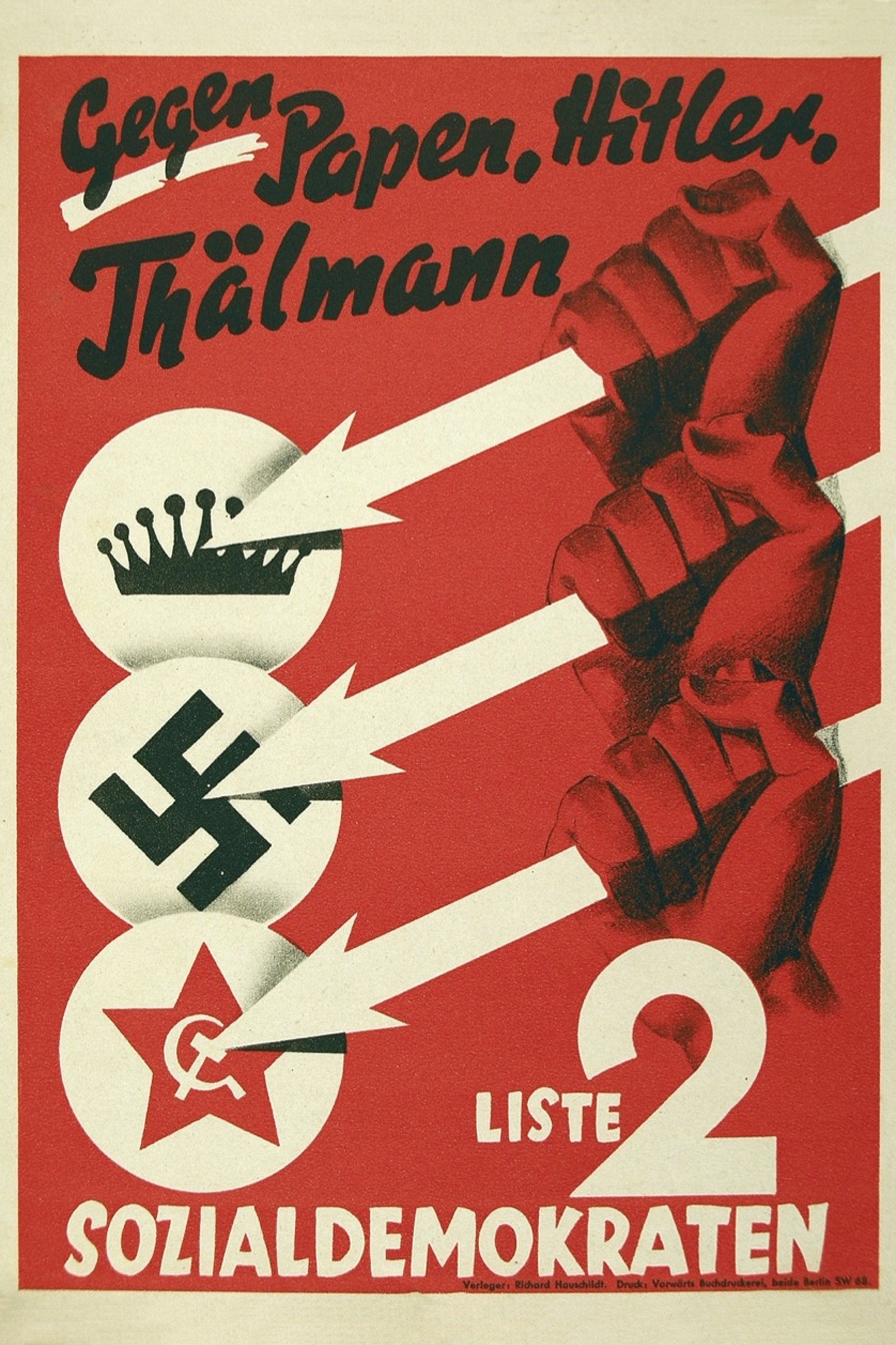
Широко разрекламированный предвыборный плакат Социал-демократической партии Германии 1932 года с символом «Три стрелы», представляющим сопротивление монархизму, нацизму и марксизму-ленинизму, и с лозунгом «Против Папена (монархистского кандидата), Гитлера (нацистского кандидата), Тельмана (кандидат от коммунистов)».

Эмблема Железного фронта

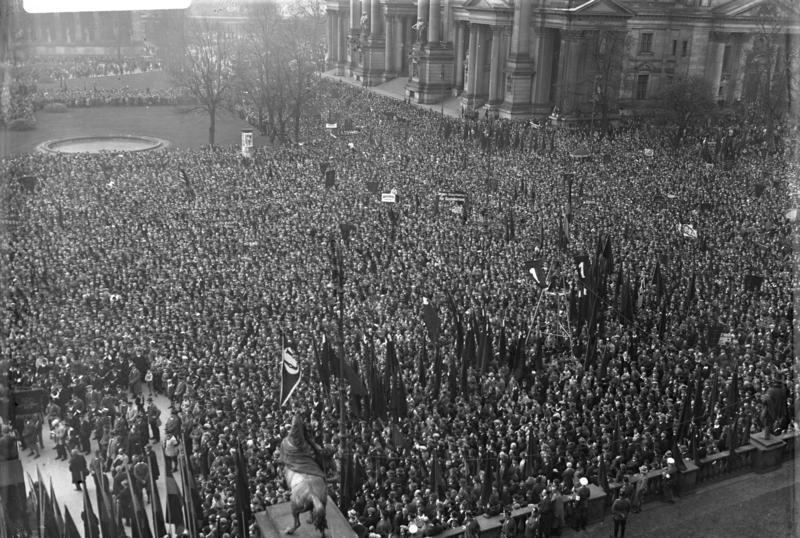
Демонстрация участников «Железного фронта» в Берлине, апрель 1932 года

Железный фронт (нем. Eiserne Front) — военизированная организация Социал-демократической партии Германии, крупнейшее антифашистское и антинацистское объединение в межвоенные годы. Фронт вёл в Германии борьбу за защиту демократии и республики, против национал-социалистов, монархистов и коммунистов.

## История
Железный фронт был образован 16 декабря 1931 членами социал-демократической партии Германии, организации ветеранов «Рейхсбаннер», Всеобщей германской организации профсоюзов и рабочих спортивных клубов. Фронт стал противовесом Гарцбургскому фронту, куда входили НСДАП, Стальной шлем и Немецкая национальная народная партия. В состав фронта входили как члены рабочих союзов, так и социал-демократы вместе с либералами. Руководили движением глава СДПГ Отто Вельс и председатель Рейхсбаннера Карл Хольтерманн. В манифесте фронта говорилось:

Год 1932 будет нашим годом, годом победы республики над её врагами. Ни один день и ни один час мы более не потратим на защиту — мы атакуем! Атакуем по всей линии! Мы должны быть частью генерального наступления! Сегодня мы призываем — завтра мы атакуем!
Оригинальный текст (нем.)Das Jahr 1932 wird unser Jahr sein, das Jahr des endlichen Sieges der Republik über ihre Gegner. Nicht einen Tag, nicht eine Stunde mehr wollen wir in der Defensive bleiben – wir greifen an! Angriff auf der ganzen Linie! Unser Aufmarsch schon muss Teil der allgemeinen Offensive sein. Heute rufen wir – morgen schlagen wir!

Железный фронт организовывал многочисленные демонстрации в поддержку демократической Веймарской республики, а также против сторонников возвращения монархии и против набиравших силы КПГ и НСДАП. Демонстрации зачастую заканчивались массовыми драками с национал-социалистами и коммунистами: так, 17 июля 1932 в гамбургском районе Альтона произошла массовая драка между штурмовиками СА и коммунистами, куда вскоре полезли и социал-демократы. В результате беспорядков было убито 18 человек, что привело к подрыву авторитета Железного фронта, а спустя три дня Прусский переворот привёл к ликвидации автономии Пруссии и стал одним из первых шагов национал-социалистов на их пути к власти. 
Когда 23 января 1933 года фашисты устроили провокационный марш на штаб-квартиру Коммунистической партии, социал-демократы увели дивизии «Железного Фронта» из Берлина под предлогом полевых учений, чтобы предотвратить сплоченную борьбу рабочих военных организаций против штурмовиков.
30 января 1933 года, в день, когда Гитлер был назначен рейхсканцлером, КПГ обратилась к Железному фронту, СДПГ, всеобщему объединению профсоюзов ADGB и их организациям, а также к Reichsbanner Schwarz-Rot-Gold с просьбой объявить всеобщую забастовку против Гитлера. Железный фронт отказался, обратившись 2 февраля с призывом ко «всем товарищам из Рейхсбаннера и Железного фронта» с предостережением от участия в «диких акциях, организованных безответственными людьми», и призвал членов «превратить все события Железного фронта в мощные митинги за свободу».
3 марта Железный фронт запланировал марш в Кассель, но ему помешала полиция. 2 мая были окончательно упразднены все профсоюзы и профсоюзные структуры, с которыми был тесно связан «Железный фронт», а сам он официально запрещён. До середины 1930-х, а в некоторых случаях и до начала войны, некоторые местные отделения «Железного фронта» и бывших профсоюзных организаций продолжали сопротивление, в основном путем распространения листовок, организации тайных митингов и диверсий.
Лидер Коммунистической партии Германии Эрнст Тельман называл Железный фронт «террористической организацией социал-фашистов». В ответ на формирование «Железного фронта» КПГ основала собственное активистское крыло «Антифашистское действие» («Антифа»), выступавшее против социал-демократической СДПГ и фашистской НСДАП.

## Руководство
Возглавлялась национальным комитетом борьбы (Reichskampfleitung) в центре, земельными комитетами борьбы (Landeskampfleitung) в землях и провинциях, районными комитетами борьбы (Kreiskampfleitung) в районах и городских районах, местными комитетами борьбы (Ortskampfleitung) в городах, общинах и округах.

## Эмблема
Эмблемой Железного фронта являлись три стрелы, направленные в нижний левый угол эмблемы, которой могли служить как чёрный Антифашистский круг, так и красный квадрат. Автором эмблемы был русский учёный-микробиолог Сергей Чахотин, соавтором был Карло Мирендорф. Значение трёх стрел толковалось по-разному:
- три врага социал-демократии: консерватизм/монархизм, коммунизм, национал-социализм;
- три силы, необходимые для победы социал-демократии: политическая, экономическая, физическая[11];
- три политических объединения фронта: СДПГ, Рейхсбаннер, Объединение профсоюзов.

Квадратная форма эмблемы позволяла с лёгкостью заклеивать национал-социалистическую свастику и тем самым бороться с пропагандой.